# Pévé (auteur)
Pour les articles homonymes, voir Pévé.
Philippe Vanden Driessche dit Pévé, né en 1950 au Congo belge (actuel République démocratique du Congo) et mort le 28 septembre 2017, est un auteur de bande dessinée, dessinateur de presse et illustrateur belge.

## Biographie
Philippe Vanden Driessche naît en 1950 au Congo belge (actuel République démocratique du Congo).
Il étudie le droit à Louvain, mais arrête ses études en 1976. Sa première bande dessinée est publiée dans Le Soir illustré en 1968. Pévé travaille principalement pour la presse, notamment les quotidiens Le Soir et La Lanterne et les magazines Pourquoi Pas ?, Trends, et Publichoc. Ses bandes dessinées sont publiées dans Fluide Glacial (2 gags en 1979), Tintin (quelques gags et dessins de 1978 à 1983) et Spirou. Pour ce dernier hebdomadaire, il y entre en 1981 et réalise 5 mini-récits jusqu'en 1983 : Des éléphants pour un mini-récit, La Paperasse perdue, Mélodie en dodo (1981), Humour Humour (1982) et Le Grand Dépôt (1983). Puis, il crée la série La Plus Mauvaise BD du monde en 1983 jusqu'en 1987. Cette bande dessinée humoristique à l'humour absurde met son auteur en scène et suscite de nombreuses réactions négatives de la part des lecteurs, pour son plus grand plaisir. À partir de 1994 jusqu'en 1997, il illustre les sommaires du journal aux côtés de David De Thuin, Fabrice Tarrin et Frantz Duchazeau et il réalise quatre courts récits avec David De Thuin, Clarke, Steven Hermans ou seul. Le rédacteur en chef de Schtroumpf ! Jean-Claude De la Royère fait appel à lui pour illustrer la rubrique de jeux Le Coin de Coin-Coin à la fin des années 1980 aux côtés de Watch.
Il participe aux albums collectifs Pétition - À la recherche d'Oesterheld et de tant d'autres ! publié par Amnesty International en 1986 ainsi que La Bonne Année 1988-89 préfacé par Stéphane Steeman en 1988, La Bonne Année 1990 - 1991 préfacé par François Pirette et La Bonne Année 1991 préfacé par Jacques Bredael aux Éditions du Souverain.
Comme illustrateur, on lui doit les ouvrages de Christian Souris : La Folle Histoire de la cuisine wallonne et La Galère à Zean-Luc publiés en 1995 aux éditions Quorum.
Une exposition rétrospective lui est consacrée dans le cadre du Festival 1200 Bulles à Wolubilis en novembre 2007,.
En 2008, un de ses dessins est utilisé pour une campagne de sensibilisation « Rouge de honte », qui durera tout le mois de mai à Namur.
Pévé crée également des concepts visuels et graphiques pour des agences de publicité.

## Œuvres

### Mini-récits en supplément au journalSpirou
- Des éléphants pour un mini-récit (Spirou no 2229 du 1er janvier 1981)
- La Paperasse perdue (Spirou no 2261 du 18 juin 1981)
- Mélodie en dodo (Spirou no 2273 du 5 novembre 1981)
- Humour Humour (Spirou no 2315 du 26 août 1982)
- Le Grand Dépôt (Spirou no 2353 du 5 mai 1983)

### Collectifs
- collectif dont Pévé, Pétition[11] : À la recherche d'Oesterheld et de tant d'autres !, Amnesty International - Belgique francophone ASBL Groupe 64, novembre 1986, 47 p.,Participation : 1 strip.
- La Bonne Année 1988-89[7], Éditions du Souverain, Bruxelles, 1988
Scénario : Collectif - Dessin : Collectif dont Pévé - Couleurs : quadrichromie,Préface de Stéphane Steeman
- La Bonne Année 1991[12], Éditions du Souverain, Bruxelles, décembre 1991
Scénario : collectif - Dessin : collectif dont Pévé - Couleurs : quadrichromie -  (ISBN 2-930005-03-3),Préface de Jacques Bredael

### Illustrations
- La Folle Histoire de la cuisine wallonne de Christian Souris, Quorum, Ottignies, 1995  (ISBN 9782930014432) (OCLC 1037881064)
- La Galère à Zean-Luc de Christian Souris, Quorum, Ottignies, 1995  (ISBN 9782930014487) (OCLC 1194483264).

### Collections publiques
Une œuvre de cet artiste est conservée au Centre belge de la bande dessinée et fait partie du patrimoine mobilier de la région Bruxelles-Capitale.

#### Livres
- Thierry Martens et Danny De Laet, Au-delà du septième art : pratique du cartoon en Belgique, Bruxelles, Ministères des Affaires étrangères, du Commerce extérieur et de la Coopération au développement de Belgique, coll. « Chroniques belges » (no 320), 1979, 110 p., ill. ; 22 cm (OCLC 301624277, présentation en ligne).
- Jacques Fiérain, « Pévé », dans La BD à Bruxelles et en Brabant, Charleroi, Éd. l'Âge d'or, avril 2003, 144 p., ill. ; 31 cm (ISBN 9782960119664 et 2960119665, OCLC 470388171, présentation en ligne), p. 113

#### Périodiques
- Pévé (interviewé), « Interview express », Spirou, Dupuis, no 2443,‎ 5 février 1985, p. 2 (ISSN 0771-8071, lire en ligne).

#### Articles
- Seb. G, « La plus mauvaise BD du monde a failli disparaître… », La DH Les Sports+,‎ 4 octobre 2022 (lire en ligne, consulté le 18 juillet 2023).